# Украинское имя
Старорусская именная модель состоит из личного имени, отчества и фамилии.
В конце X века, когда Киевская Русь приняла христианство, на смену древнерусским именам пришли христианские имена греческого, латинского и древнееврейского происхождения, заимствованные из Византии вместе с религией. Однако некоторые древнеславянские имена продолжают бытовать параллельно с христианскими и новыми зарубежными именами.
Большинство современных украинских имён делится на:
- Дохристианские: В’ячеслав [Въячэслав] , Всеволод [Всэволод] , Любомир [Любомыр], Володимир [Володымыр], Квітослава [Квитослава], Мирослава [Мырослава], Зореслава [Зорэслава], Владислава [Владыслава]
- Христианские: Іван [Иван], Микола [Мыкола], Данило [Даныло], Дмитро [Дмытро], Анастасія [Анастасия], Софія [София], Марія [Мария], Євдокія [Евдокия]
- Имена советского периода: Вілен [Вилэн], Кім [Ким], Воля, Нінель [Нинэль], Ідея [Идэя]
- Заимствованные из других языков: Ніколь [Николь], Аміна [Амина], Вів'єн [Вивъен], Аврора, Артур, Леон [Лэон], Самір [Самир]
- Новые имена: Ялина [Ялына], Зірка [Зирка], Мрія [Мрия]

Уменьшительно-ласкательные формы украинских мужских имён зачастую имеют окончания:
- -ь: Іван — Івась, Григорій — Гриць, Павло — Павлусь (Иван — Ивась, Грыгорий — Грыць)
- -ко: Лев — Левко, Юрій — Юрко (Лэв — Лэвко, Юрий — Юрко)
- -ик: Тарас — Тарасик, Михайло — Михайлик (Тарас — Тарасык, Мыхайло — Мыхайлык)
- -чик: Богдан — Богданчик, Андрій — Андрійчик (Богдан — Богданчык, Андрий — Андрийчык)

Уменьшительно-ласкательные от женских имён окончиваются на:
- -ся: Катерина — Катруся, Ганна — Гануся
- -йка: Соломія — Соломійка, Софія — Софійка (Соломия — Соломийка, София — Софийка)
- -нька: Христина — Христинонька, Марія — Марієнька (Хрыстына — Хрыстынонька, Мария — Мариенька)

Мужские украинские имена в звательном падеже зачастую имеют окончания -е, -о, -у, -ю: Іване, Микито, Олегу, Андрію (Иванэ, Мыкыто, Олэгу, Андрию); женские — -є, -о, -е: Надіє, Олено, Любове (Надие, Олэно, Любовэ). При обращении к человеку в украинском языке всегда используется звательная форма имени (имени и отчества): шановний Іване Івановичу; шановна Олено Іванівно. Обращение в именительном падеже (шановний Іван Іванович; шановна Олена Іванівна рус. уважаемый Иван Иванович; уважаемая Елена Ивановна) является ошибкой.

## Дохристианские имена
Имена детей дохристианского периода могли отображать обстоятельства их рождения, различные внешние характеристики, отношение к ним со стороны семьи и т. д.
Например, ребёнка, который долго появлялся на свет, могли назвать Пізняк [Пизняк] (рус. Запоздалый) или Томило [Томыло]. Новорожденных, которые не отличались ростом, называли Мал, Малко, Малишко [Малышко], Малуша, Дрібко [Дрибко] (рус. Мелкий), Коротко́. Крупных детей называли Величко [Вэлычко] (рус. Большой), Дуб. Долгожданные и желанные дети получали имена Бажан, Жданко, Любко, Кохан (рус. Любим), Милаш [Мылаш]; нежеланные: Нелюб [Нэлюб], Нелюбець [Нэлюбэць], Неждан [Нэждан], Нежданко [Нэжданко], Безрада [Бэзрада].
Также считалось, что имена с негативной эмоциональной окраской могут отпугнуть от ребёнка злых духов. Называя детей Неїло [Нэйило] (рус. Некормленный), Худко́, Худаш, Зв’ялко [Звъялко] (рус. Увявший), родители надеялись, что такое имя не привлечёт к ребёнку злых духов и он вырастет крепким и здоровым. В семьях, где умерли все предыдущие дети, родители называли новорожденных именами Несин [Нэсын] (рус. Несын), Ненаш [Нэнаш] или Знайда (рус. Найдён(а)), веря, что злой дух, преследующий их семью, не станет забирать из неё чужого ребёнка.
Наряду с одноосновными именами использовались и двухосновные, имеющие в составе компоненты -слав, -мир, -волод, -мил, -гост, -бор, -полк, -дан, -дар: Борислав, Ярослав, Благомир, Любомир, Всеволод, Богумил, Святополк, Ратибор, Богдан, Богодар и пр. Также были широко распространены сокращённые формы двухосновных имён, зачастую имеющие характерное для украинского языка окончание -ко, например:
- Блажко (от имён с компонентом Благо-)
- Богуш (от имён с компонентом Богу-),
- Вратко (от Вратислав)
- Дарко (от имён с компонентом Дар- или -дар)
- Добрик [Добрык] (от имён с компонентом Добро-)
- Ладко (от Владимир)
- Радко (от имён с компонентом Рад- или -рад)
- Святко (от имён с компонентом Свят- или -свят)
- Ярош (от имён с компонентом Яро-)

После принятия христианства большинство подобных имён вышло из употребления и в настоящее время украинцы используют лишь небольшую часть имён славянского происхождения.
Среди мужчин наиболее распространено имя Володимир [Володымыр] (рус. Владимир) (более 1,7 миллиона носителей); среди женщин — Людмила [Людмыла] (около миллиона носителей).
Среди популярных имён для новорождённых мальчиков (2020—2022 гг.) лидируют Владислав [Владыслав], Святослав, Станіслав [Станислав], Ярослав и Богдан; среди девочек — Злата, Богдана, Мирослава [Мырослава] и Владислава [Владыслава].
Также, среди используемых в Украине славянских имён, встречаются нетипичные для России
- Дзвенислава [Дзвэныслава] — звенит+слава
  - Дзвінка [Дзвинка] — звонкая, звенящая; производное от Дзвенислава
- Зореслав [Зорэслав] — звёзды+слава
  - Зоря́н — звёздный; производное от Зореслав
- Зореслава [Зорэслава] — звёзды+слава
  - Зоря́на — звёздная; производное от Зореслава
  - Зо́ря — звезда; производное от Зореслава
- Кий [Кый] — легендарный основатель Киева
- Квітослава [Квитослава] — цветы+слава
  - Кві́та [Кви́та] — цветочек; производное от Квітослава
- Ли́бідь [Лы́бидь] — легендарная сестра основателей Киева

## Христианские имена
После принятия христианства славянские имена начали вытесняться из употребления именами христианского церковного календаря, такими как Александр, Алексий, Афанасий, Василий, Гавриил, Димитрий, Емилиан, Иаков, Кирилл, Михаил, Петр, Симеон, Феодор и пр. Многие из этих имён со временем видоизменились, приобретя более привычное для украинского языка звучание. Например,
- Александр стал Олександр [Олэксандр]
- Алексий — Олексій [Олэксий]
- Анна — Ганна
- Василий — Василь [Васыль],
- Гавриил — Гаврило [Гаврыло],
- Даниил — Данило [Даныло],
- Димитрий — Дмитро [Дмытро],
- Евгений — Євген [Евгэн],
- Екатерина — Катерина [Катэрына],
- Елена — Олена [Олэна]
- Кирилл — Кирило [Кырыло],
- Михаил — Михайло [Мыхайло]
- Никита — Микита [Мыкыта],
- Николай — Микола [Мыкола]
- Павел — Павло
- Петр — Петро [Пэтро]
- Иаков — Яків [Якив]

Некоторые из церковных имён приобрели производные формы, которые стали самостоятельными именами, такими как
(Мужские)
- Андріяш [Андрияш] — (от церковного Андрей)
- Антось — (от церковного Антоний)
- Базько — (от церковного Василий)
- Базьо — (от церковного Василий)
- Василько — (от церковного Василий)
- Габро — (от церковного Гавриил)
- Гавро — (от церковного Гавриил)
- Гапко — (от церковного Агафон)
- Герась [Гэрась] — (от церковного Герасим)
- Гресь [Грэсь] — (от церковного Григорий)
- Гринь [Грынь] — (от церковного Григорий)
- Грицько [Грыцько] — (от церковного Григорий)
- Демко [Дэмко] — (от церковного Диомид)
- Дорко — (от церковного Дорофей)
- Дорош — (от церковного Дорофей)
- Ілаш [Илаш] — (от церковного Илия)
- Лесь [Лэсь] — (от церковного Александр или Алексий)
- Лешко [Лэшко] — (от церковного Александр или Алексий)
- Лукаш — (от церковного Лука или Лукиан)
- Мануйло — (от церковного Мануил или Эммануил)
- Матій [Матий] — (от церковного Матфей или Матфий)
- Матяш — (от церковного Матфей или Матфий)
- Мацько — (от церковного Матфей или Матфий)
- Мелешко [Мэлэшко] — (от церковного Мелетий)
- Мисько [Мысько] — (от церковного Михаил)
- Митро [Мытро] — (от церковного Димитрий)
- Мусій [Мусий] — (от церковного Моисей)
- Оверко [Овэрко] — (от церковного Аверкий)
- Олелько [Олэлько] — (от церковного Александр или Алексий)
- Олесь [Олэсь] — (от церковного Александр или Алексий)
- Олешко [Олэшко] — (от церковного Александр или Алексий)
- Омелько [Омэлько] — (от церковного Емилиан)
- Омелян [Омэлян] — (от церковного Емилиан)
- Опанас — (от церковного Афанасий)
- Остап — (от церковного Евстафий)
- Осташ — (от церковного Евстафий)
- Охрім [Охрим] — (от церковного Ефрем)
- Панас — (от церковного Евстафий)
- Панько — (от церковного Пантелеимон)
- Стах — (от церковного Евстафий)
- Стець [Стэць] — (от церковного Стефан)
- Стецько [Стэцько] — (от церковного Стефан)
- Танас — (от церковного Евстафий)
- Тересь [Тэрэсь] — (от церковного Терентий)
- Терешко [Тэрэшко] — (от церковного Терентий)
- Тронь — (от церковного Трофим)
- Трушко — (от церковного Трофим)
- Устим [Устым] — (от церковного Иустин)
- Шимко [Шымко] — (от церковного Симеон или Симон)
- Чіпка [Чипка] — (от церковного Никифор)
- Юхим [Юхым] — (от церковного Евфимий)
- Ясько — (от церковного Иаков)
- Яцько — (от церковного Иаков)

(Женские)
- Вівдя [Вивдя] — (от церковного Евдокия)
- Гандзя — (от церковного Анна)
- Гальшка — (от церковного Галина)
- Горпина [Горпына] — (от церковного Агриппина)
- Густя — (от церковного Иустина)
- Гапка — (от церковного Гаафа или Глафира)
- Дарка — (от церковного Дария)
- Іванка [Иванка] — (от церковного Иоанна)
- Ївга [Йивга] — (от церковного Евгения)
- Катря — (от церковного Екатерина)
- Леся [Лэся] — (от церковного Александра)
- Ликера [Лыкэра] — (от церковного Гликерия)
- Марічка [Маричка] — (от церковного Мария)
- Марусина [Марусына] — (от церковного Мария)
- Маруся — (от церковного Мария)
- Мелашка [Мэлашка] — (от церковного Мелания)
- Мотря — (от церковного Матрона)
- Наталка — (от церковного Наталия)
- Одарка — (от церковного Дария)
- Оксана — (от церковного Ксения)
- Олеся [Олэся] — (от церковного Александра)
- Олісава [Олисава] — (от церковного Елисавета)
- Оляна — (от церковного Иулиания)
- Онися [Оныся] — (от церковного Анисия)
- Орися [Орыся] — (от церковного Ирина)
- Палажка — (от церковного Пелагия)
- Параска — (от церковного Параскева)
- Семенка [Сэмэнка] — (от церковного Симеон или Симон)
- Текля [Тэкля] — (от церковного Фекла)
- Тереся [Тэрэся] — (от церковного Терентий)
- Тодоська — (от церковного Феодосия)
- Устина [Устына] — (от церковного Иустина)
- Хима [Хыма] — (от церковного Евфимия)
- Химка [Хымка] — (от церковного Евфимия)
- Христя [Хрыстя] — (от церковного Христина)
- Хрися [Хрыся] — (от церковного Христина)
- Ярина [Ярына] — (от церковного Ирина)

Среди христианских мужских имён в Украине наиболее распространено Микола [Мыкола] (рус. Николай) (около двух миллионов носителей); среди женских — Марія [Мария] (более двух миллионов носителей).
Среди имён для новорожденных мальчиков (2020—2022 гг.) популярны Артем [Артэм], Дмитро [Дмытро], Іван [Иван] и Данило [Даныло]; для девочек — Анна (реже Ганна), Софія [София], Марія [Мария] и Анастасія [Анастасия].
Среди производных от мужских христианских имён наиболее распространены Омелян [Омэлян], Юхим [Юхым], Панас и Остап; от женских — Оксана, Параска, Леся [Лэся], Олеся [Олэся], Орися [Орыся] и Текля [Тэкля].
Новорождённых (2020—2022 гг.) чаще всего называли Остап, Устим [Устым], Ярина [Ярына] и Устина [Устына].
У некоторых христианских имён существует несколько распространённых форм написания. Например,
- Данило — Даниїл [Даныйил], Данил [Даныл], иногда Данііл [Даниил] или Даніл [Данил]
- Ганна — Анна
- Кирило — Кирил [Кырыл], реже Кіріл [Кирил]
- Марко — Марк
- Микита — Нікіта [Никита]
- Євген — Євгеній [Евгэний]

Но у большинства (кроме Анни и Нікіти) лидирует первичный вариант написания.

## Советские имена
После октябрьской революции на территории СССР начали распространяться имена-неологизмы, образованные от географических названий (Париж, Лима, Каир), имён политических деятелей (Вилен, Лестабер, Лентробух), советских лозунгов (Вектор, Дазвсемир, Далис), и т. п. В послевоенные годы популярность таких имён значительно снизилась и им на смену пришли старославянские и календарные имена: Николай, Владимир, Михаил, Сергей, Елена, Ольга, Татьяна и пр.
Но некоторые имена-неологизмы продолжали использоваться и после развала СССР.
Среди редких имён новорожденных (2020-2022) встречаются Ренат [Рэнат], Рената [Рэната], Дамір [Дамир] и Даміра [Дамира], которые можно трактовать как «Революция Народ Труд» и «Да здравствует Мир».

## Заимствованные имена
Заимствования имён были распространены ещё с древнеславянских времён. Например, имя Ольга произошло от др. -сканд. heilagr, Ігор [Игор] — от др. -сканд. lngvarr.
По большому счёту, к заимствованным можно отнести все имена, которые не имеют славянских корней. Но зачастую в понятие «заимствованные» имена церковного календаря, такие как Іван [Иван], Марія [Мария], Сергій [Сэргий], Олександр [Олэксандр] и пр., не входят. Поэтому «заимствованными» считаются имена иностранного происхождения, вошедшие в обиход без влияния православного церковного календаря.
Массовому распространению таких заимствований способствовали популярные произведения зарубежной художественной литературы, пресса, кино, телевидение.
Среди мужских заимствованных имён на территории Украины распространены Руслан, Едуард [Эдуард] и Артур; среди женских — Раїса [Райиса], Неля [Нэля], Жанна и Майя.
Среди имён для новорожденных (2020-2022 гг.) популярны Аліса [Алиса], Аліна [Алина], Ніколь [Николь], Тимур [Тымур], Артур и  Ян.

## Новые имена
К новым украинским именам относятся не использовавшиеся в дохристианские времена, не относящиеся к именам церковного календаря и не заимствованные у других стран имена.
Среди таких имён
- Веселка [Вэсэлка] — радуга
- Зірка [Зирка] — звезда
- Зеленський [Зэлэнськый] — в честь Владимира Зеленского, шестого президента Украины
- Калина [Калына] — калина, один из символов Украины
- Квітка [Квитка] — цветок
- Київ [Кыйив] — столица Украины
- Мрія [Мрия] — мечта
- Панна — госпожа
- Україна [Украйина] — Украина
- Явір [Явир] — клён
- Ялина [Ялына] — ель

## Региональные особенности
Общая для всей Украины система имён имеет определённые региональные особенности. В силу ряда исторических, политических и географических факторов некоторая специфика проявляется, в частности, на западноукраинских землях.
В состав имён, функционирующих среди коренного украинского населения, особенно на границе с другими этническими регионами Закарпатья, вошли венгерские заимствования (Йошка, Пишта, Фере, Имре, Тибор, Гиза, Жужа), чешские (Божена, Власта), польские (Юзик, Броня, Кася), румынские (Даць, Флорий, Думика, Никора, Ляна, Нуця), немецкие (Вилли, Руди, Термина, Берта, Йоганн) и др.
На Буковине выделяется группа имён, не свойственных другим территориям Украины: Теофий, Днистрян, Донека, Филомена, Армания, Фонета и др. В украинской среде встречаются и молдавские имена: Виорика, Ливия, Родика, Филиния, Манолия, Аурика и т. п.
В употреблении общенациональных имен на территории разных диалектов отражаются соответствующие местные фонетические и морфологические черты. Например, в некоторых говорах юго-западной группы имя Дмитрий звучит как Ґмитро, Марыся как Мариша; Илья, Омелько, Антон — как Тильке, Гомелько, Гантин. Творительный падеж мужских имён типа Микита, Кузьма, Микула имеет в среднекарпатских говорах окончания -ом (Микитом, Кузьмом, Микулом) вместо -ою (Микитою, Кузьмою, Микулою), в восточных и буковинских говорах встречаются усечённые формы звательного падежа Мари, Гафи, Мико (вместо Мария, Гафия, Миколо). Существуют также некоторые диалектные различия и в создании вариантов имен.
В последнее время наблюдается нивелирование диалектных особенностей в сфере именования людей.

## Имя
Украинцы в целом используют те же личные имена, что и русские, так как пользуются общими источниками — традиционные восточнославянские и пришедшие с христианством. При этом украинский язык сохраняет восточнославянскую традицию, не допускающую начального а, поэтому в заимствованных именах оно зачастую заменяется на о:
- Александр — Олександр [Олэксандр], Олесь;
- Алексей — Олексій [Олэксий], Олекса [Олэкса];
- Афанасий — Опанас, Панас;

но:
- Андрей — Андрій [Андрий];
- Антон — Антон, Антін [Антин].

Формы Ондрій, Онтін также существуют, но распространены значительно меньше.
Исторически в восточнославянских языках не было звука ф, что отражается в уже упомянутой форме «Опанас», а также в официальном варианте имени Филипп — Філiп. В народной речи буква «ф» иногда заменялась на «п» (Филипп — Пилип), тогда как «фита» — чаще всего на «т» (Фёкла — Текля, Феодосий — Тодось, Фадей — Тадей и др.).
Характерным для украинских вариантов по сравнению с русскими является также окончание о:
- Пётр — Петро [Пэтро́];
- Михаил — Михайло [Мыха́йло];
- Павел — Павло [Павло́];
- Дмитрий — Дмитро [Дмытро́].

Другие отличающиеся имена:

| - Владимир — Володимир [Володы́мыр]; - Николай — Микола [Мыко́ла]; - Ефим — Юхим [Юхым]; - Евстафий — Остап; - Игнат — Гнат; - Иосиф — Осип [Осып], Йосип [Йосып]; | - Сергей — Сергій [Сэрги́й]; - Никита — Микита [Мыкыта]; - Анна — Ганна; - Елена — Олена [Олэна]; - Наталья — Наталя; - Филипп — Пилип (Пылып); | - Светлана — Світлана [Свитлана]; - Екатерина — Катерина [Катэрына]; - Татьяна — Тетяна [Тэтяна]; - Агриппина — Горпина [Горпына]; - Фекла — Векла [Вэкла], Текля [Тэкля]. |

В настоящее время, однако, существуют широкие слои людей со смешанной украинско-русской идентификацией, которые могут предпочитать тот или иной вариант имени, не всегда совпадающий с фамилией, декларированной национальностью и языком составления документа. Поэтому сейчас в паспортах пишут и Анна, и Ганна; и Олена, и Альона; в зависимости от данных, указанных в свидетельстве о рождении.
Следует также отметить, что многие типично украинские формы православных имён, начиная с 1930-х годов, на советской Украине постепенно вытеснялись своими русскими или квазирусскими аналогами, сохраняясь лишь в западных областях. Например, на восточной Украине вместо традиционного украинского Тодось, Тодосій в настоящее время употребляется русифицированная форма Феодосій.
Имена, мало распространённые среди простых людей до начала XX века (например, Виктор), имеют идентичные формы в русском и украинском языках.

## Отчество

### Мужские
Образуются с помощью -(й)ович, -ич:
- Олексійович;
- Дмитрович;
- Хомич.

Суффикс іч употребляется только в отчестве Ілліч.

### Женские
Образуются с помощью суффикса -овна, который преобразуется в -івна в результате перехода о в і в закрытом слоге:
- Борисівна;
- Вікторівна.

Если имя заканчивается на й, то і в суффиксе преобразуется в ї в результате слияния:
- Віталіївна;
- Миколаївна.

## Лексикография
Словари украинских имён начали издавать в начале XX века. Важную роль сыграл словарь «Крёстные имена людей», вышедший в 1909 году как дополнение к четвёртому тому «Словаря украинского языка» под редакцией Б. Д. Гринченко. В 1954 году в Институте языкознания им. А. А. Потебни АН УССР был создан (составители Н. П. Дзяткивська, С. П. Левченко, Л. Г. Скрипник) и напечатан под редакцией члена-корреспондента АН УССР И. М. Кириченко «Украинско-русский и русско-украинский словарь имён людей», который стал основой для последующих четырёх дополненных и уточнённых изданий (1961, 1967, 1972, 1976).
В 1986 году вышел в свет труд Л. Г. Скрипник и Н. П. Дзяткивской «Имена людей» под редакцией академика HAH Украины В. М. Русановского, который заметно отличается от пятого издания «Словаря имён людей» (1976) содержанием, типом издания (словарь-справочник), структурой (введены новые разделы), объёмом информации об именах и фамилиях, что стало основанием считать эту работу не повторением предыдущего издания, а новым.